# Abd al-Wahid al-Makhlu
`Abd al-Wâhid al-Makhlû` (ⵄⴱⴷⵍⵡⴰⵃⵉⴷ ⵍⵎⴰⵅⵍⵓⵄ, أبو محمد المخلوع عبد الواحد بن يوسف) est né à une date inconnue. Il succéda à son petit-neveu Yûsuf al-Mustansir en 1224. Un règne très bref, il est mort étranglé en septembre de la même année.

## Histoire
Par son manque d'expérience il ne fit qu'aggraver la situation et affaiblir davantage le califat almohade.
Son vizir: Abû Sa`îd ben Jâm`i (1223-1223) (déjà vizir de Muhammad an-Nâsir puis de Yûsuf al-Mustansir).

## Sources
- Charles-André Julien, Histoire de l'Afrique du Nord, des origines à 1830, édition originale 1931, réédition Payot, Paris, 1994
- Le site en arabe http://www.hukam.net/